# Alagappa Chettiar College of Engineering and Technology
Alagappa Chettiar College of Engineering and Technology är en teknisk högskola i Karaikudi i den indiska delstaten Tamil Nadu.